# Animal de tiro

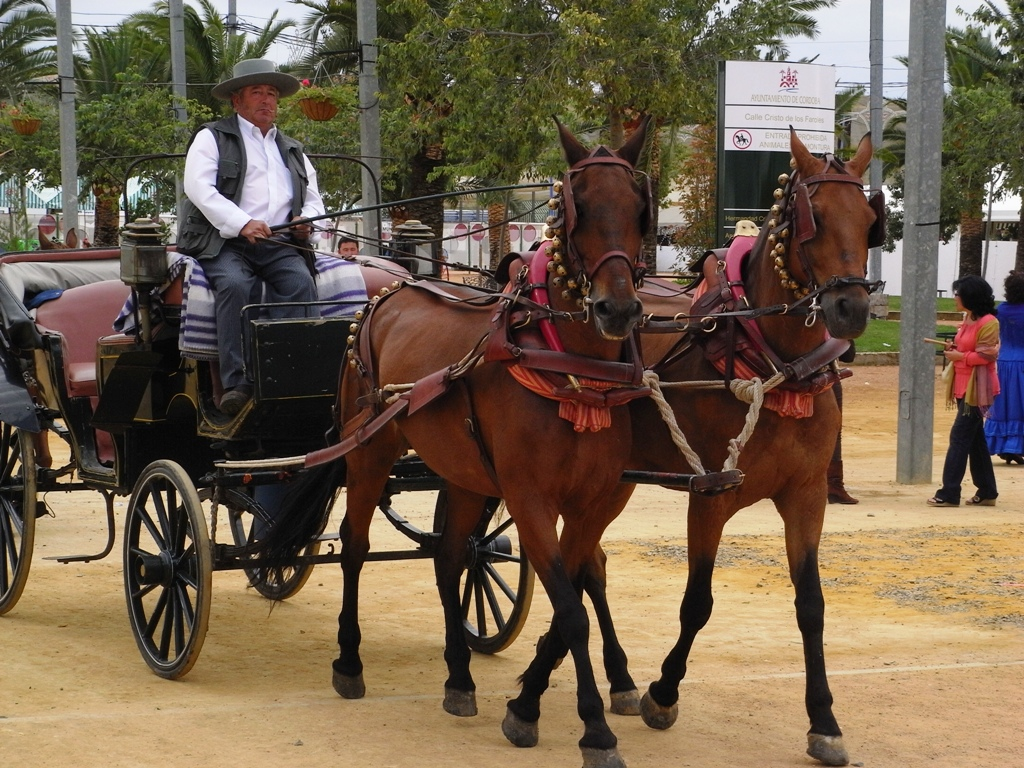
Coche de caballos en Córdoba

Animal de tiro o bestia de tiro es la expresión con que se designa a los animales domésticos utilizados para fines de transporte. Esa actividad se consigue mediante el tiro de distintos tipos de carruajes destinados al transporte de personas o mercancías; para la tracción de aperos agrícolas, especialmente del arado, o como motor animal de molinos y norias (se denominan molinos de sangre). También se utilizan para su exhibición (enganches ecuestres).
Los animales de tiro se vienen utilizando desde hace milenios, tras la revolución neolítica que permitió la ganadería, especialmente cuando, más adelante, la Edad de los Metales posibilitó la tecnología de la rueda, aunque dependiendo de los medios, las culturas y otras circunstancias, se emplean otras técnicas de tiro como el trineo.
Los principales animales de tiro son los équidos (caballos, burros y mulas) y los bóvidos (bueyes). Los perros tienen una utilización mucho más versátil, incluso limitándose al contexto de su uso productivo en entornos rurales (caza, pastoreo, etc.), además de ser también animales de tiro y de compañía. Los camélidos suelen utilizarse como animales de carga tanto los del Viejo Mundo (camellos y dromedarios) como los del nuevo mundo (llamas, vicuñas, alpacas); mientras que los renos suelen utilizarse como tiro de trineos. Los elefantes se utilizan también para tareas pesadas (desbrozar o arrastrar troncos).

## Diferentes bestias de tiro

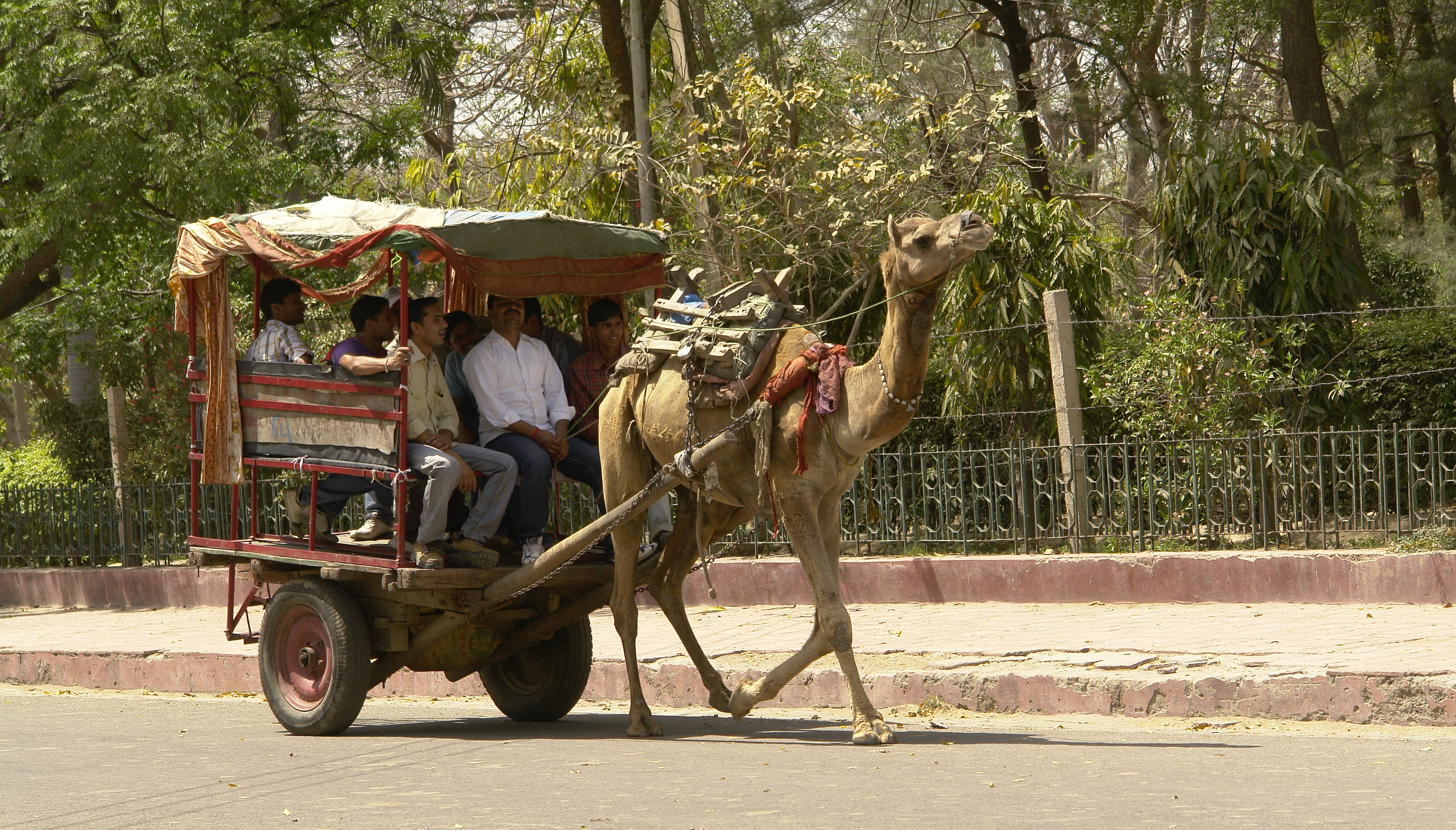
Camello tirando de un coche de turistas en Agra (India)

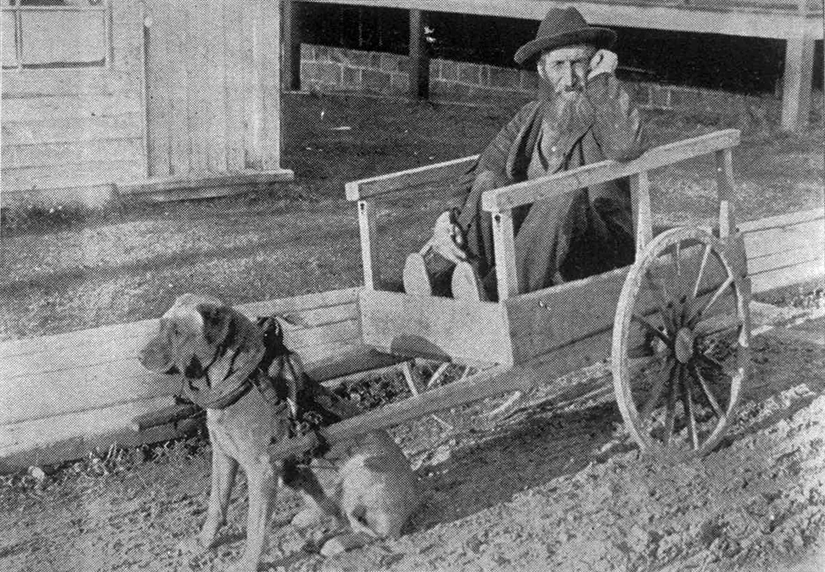
Perro tirando de un carro en 1904

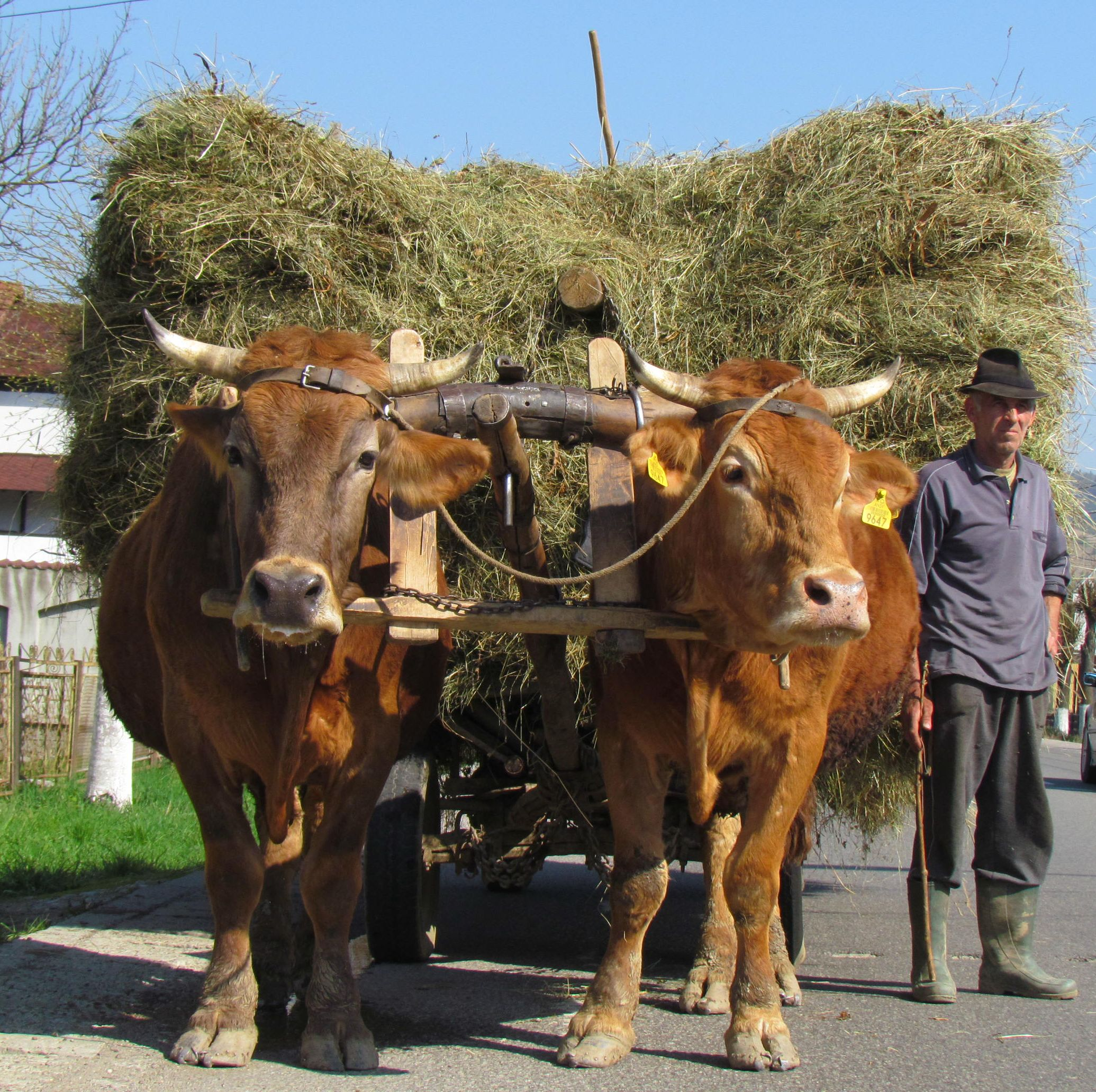
Carro tirado por bueyes

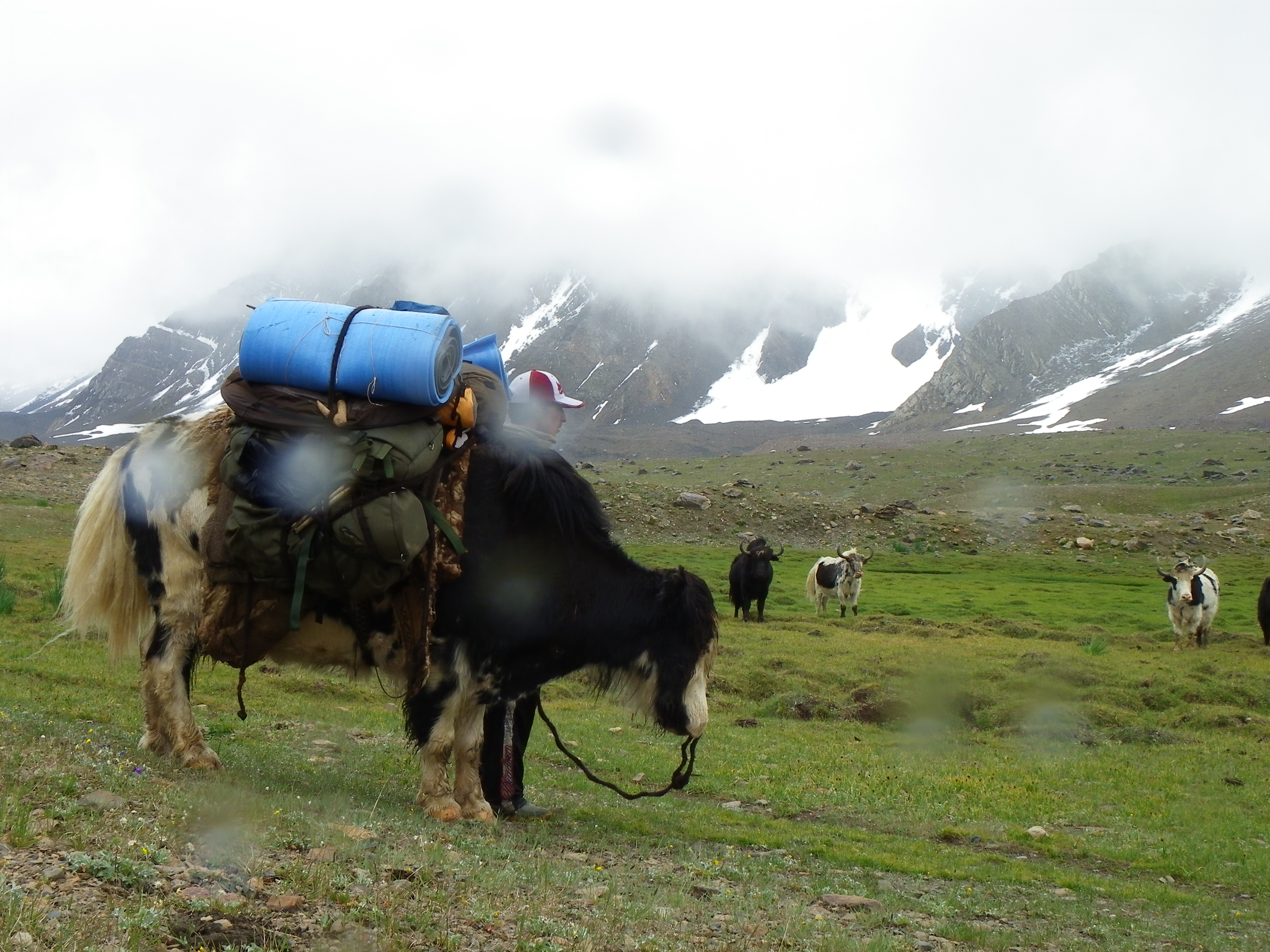
Yak utilizado como animal de tiro en Shuinj, Pakistán

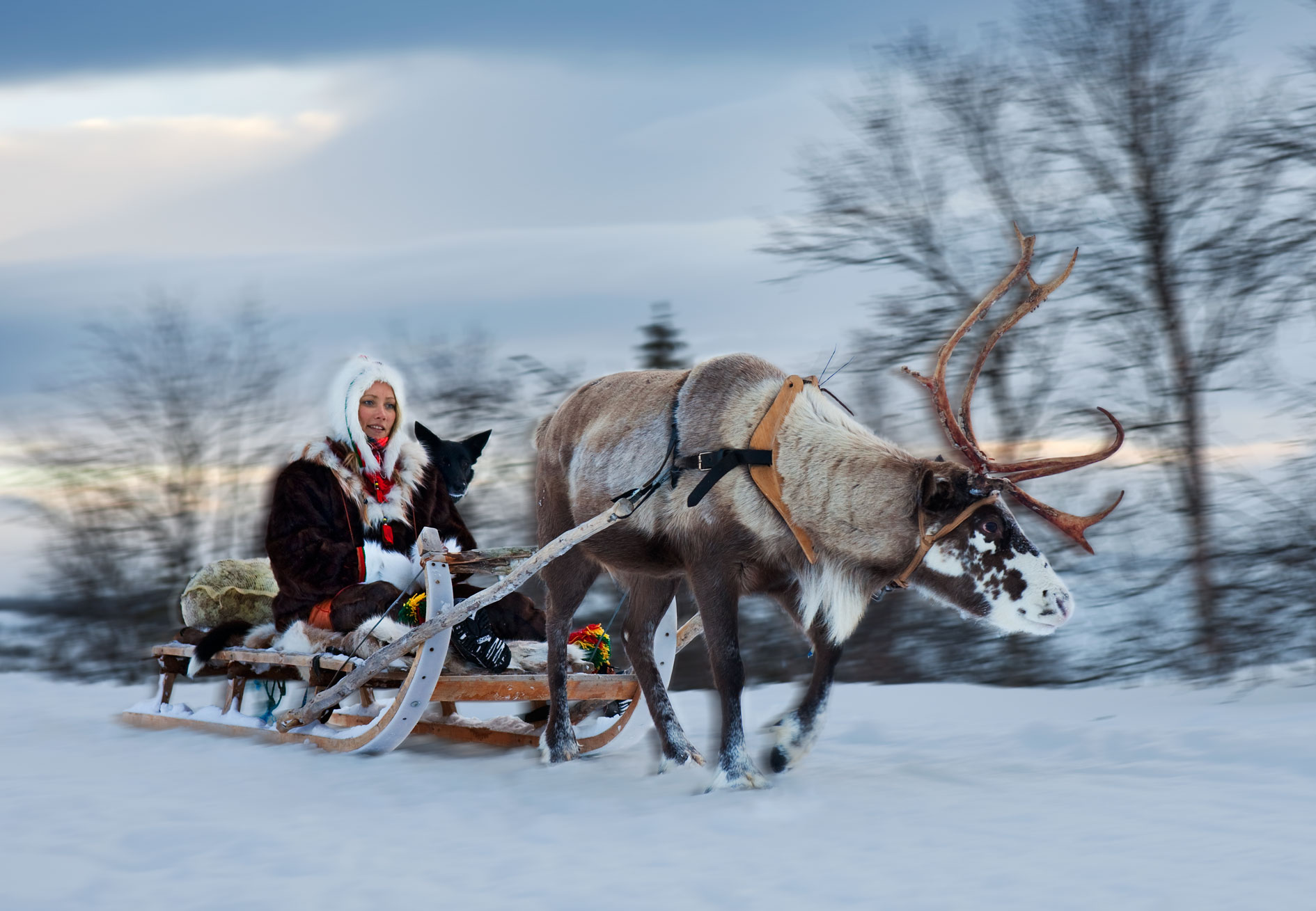
Reno tirando de un trineo en Noruega

- Caballos en silla de montar o en forma de carruajes de uno, dos, cuatro y más caballos de tiro convenientemente aparejados. También en las labores de la agricultura.

- Mulos montados a pelo o tirando de un pequeño carro, a menudo también portan la carga sobre sus lomos en un aparejo llamado parihuelas.[1]

- Asnos: Como montura y en menor medida para tirar de los carros y el arado. Su uso principal es el de bestia de carga, especialmente en zonas áridas o montañosas, donde el caballo no se cría y sirve de complemento perfecto al camello.

- Onagros: Utilizados en tiempos antiguos para tirar de carros en los actuales Irán e Irak en donde ocasionalmente se hibridaba con caballos; su domesticación cayó en desuso en favor de los asnos africanos.

- Camellos: Muy utilizados en zonas desérticas por su gran resistencia al duro clima, la capacidad de aguante sin beber, y su gran sentido de orientación en un lugar sin aparentes puntos de situación, alcanzan gran velocidad.

- Perros: Utilizados casi exclusivamente en zonas gélidas, en aparejos de patines formando un conjunto llamado trineo. Su gran resistencia al frío, unido a la velocidad que son capaces de desarrollar los hace inestimables. No todos los perros son utilizados para estos fines, sino que son más propicias unas razas específicas que otras. Se utilizan tanto para tiro, como por sus capacidades de rastreo para salvamento, caza o policiales. Derivados casi todos los perros actuales de lobos domesticados, en algún momento a algunas "razas" -especializadas por selección- se les comenzó a usar como animales de tiro en las regiones circunpolares árticas; aún hoy ciertas razas de perros sirven para traccionar o arrastrar trineos, en los Países Bajos también fue tradición utilizar a perros grandes para arrastrar pequeños carros con cargas, en la actualidad -aunque mucho más reducidamente- aún se usan perros amaestrados (por bomberos, ejércitos, policías etc.) para llevar ligeras cargas sobre su cuerpo (desde el clásico barrilillo que los perros de san Bernardo llevan bajo sus cuellos hasta alimentos, medicinas o mensajes etc.).

- Bueyes: Casi exclusivamente utilizados en la agricultura, para el tiro de arados o carretas con carga, también para las labores de trillado o incluso girando alrededor de un molino para sacar agua u otra acción. Su enorme fuerza los hace muy capacitados para andar sobre el barro, lo que les vale el aprecio muy estimado en los cultivos de arroz. No obstante poseen algunas limitaciones en cuanto a doma y versatilidad, ya que por ej, no se les puede enseñar a caminar hacia atrás, al contrario que a los equinos.

- Vacas: Tienen las mismas consideraciones que los bueyes, allí donde coexisten o no existen estos.

- Yaks: estos bóvidos cumplen las mismas funciones que las llamas americanas pero en el Tíbet y las montañas frías y altas de Asia como el Himalaya, los yaks domesticados se usan para transportar cargas, también se usan sus pieles y especialmente sus lanas y cerdas para confeccionar abrigos e incluso tiendas de campaña y cuerdas así como de sus hembras se obtienen alimentos lácteos.

- Búfalos de agua o asiáticos: son el equivalente asiático a los bueyes de carga y trabajo, pudiéndose usar incluso como montura, además de proveer de carne, cuero y leche con la que se fabrica el queso mozzarella. Esta especie de búfalo es de carácter mucho más tranquilo y apacible que el búfalo cafre africano, lo que ha permitido su domesticación en muy diversas áreas y países.

- Llamas: estos auquénidos o camélidos americanos vienen siendo utilizados como animales de carga desde hace siglos, durante el Imperio Inca fueron los cargadores por excelencia, pero no marchan si el peso que se les pone supera los aproximadamente 50 kg, por lo cual para transportar grandes cargas los pueblos andinos debían recurrir a recuas de llamas.

- Alce: esta es la única especie de cérvido, junto con el reno, que ha sido domesticada con fines tanto alimenticios como montura y animal de tiro. Su domesticación se localizó en las zonas habitadas de la taiga rusa, ya que como montura era más apropiada y rápida en estos terrenos que un caballo, pero su domesticación cayó en desuso durante el Estalinismo soviético que prohibió su práctica, ya que estos animales eran habitualmente usados por los presos enviados al norte de Rusia para escapar y su persecución y captura era más difícil.[2] Ahora solo se sigue usando con estos fines de forma aislada.

- Reno: junto con el alce, la otra especie de cérvido domesticado que existe. La variedad doméstica es la Europea, a diferencia del caribú americano que siempre ha sido salvaje, y difiere de sus escasos parientes salvajes en la zona europea por su menor tamaño y variedad de capas. Ya que los renos no son animales especialmente grandes, solo los grandes machos están capacitados para llevar un jinete sobre sus lomos o para usarlos como animales de carga, así que se suelen usar de forma general como animales de tiro de trineo, además de aprovecharlos por su carne, huesos, cuero, piel y leche con la que se fabrica un queso muy sólido. Pese a lo limitado de su área de distribución doméstica, solo en el extremo septentrional de Europa, resultan muy conocidos por el icono cultural de Papá Noel y su trineo tirado por renos.

- Elefante: El elefante asiático es utilizado con fines de transporte en el sur de Asia. A diferencia del africano, este se domesticó y es muy utilizado.

### Otros animales destinados a transportar
- Avestruces: Este animal se ha usado esporádicamente en Sudáfrica como medio de transporte montando a pelo, utilizando un cabezal muy básico, o tirando de una calesa de dos ruedas especialmente diseñada para él. Alcanza velocidades sorprendentes.

## Ave de mensajería
Palomas. Utilizadas exclusivamente para mensajería, pero no eran de transporte. Llevaban pequeños mensajes escritos en papel o similar y enrollado sobre sus patitas. Su enorme capacidad de orientación aunada a su velocidad, los hicieron muy valederos en la corte de los reyes a lo largo de la Edad Media. Fueron altamente utilizadas en este sentido, como fuente estratégica para dar y recibir órdenes, espionaje, o secretos de la nobleza en la Corte. La expresión pájaro de mal agüero o pájaro de mal augurio proviene de los fatales mensajes que sobre la peste, eran portadores, con el mensaje de que un familiar distante había muerto.[cita requerida]